# Waiau Falls
Die Waiau Falls sind ein Wasserfall auf der Coromandel-Halbinsel in der Region Waikato auf der Nordinsel Neuseelands. Er liegt im Lauf des Waiau River im Gebiet der Ortschaft Waiau. Seine Fallhöhe beträgt etwa 6 Meter.
Vom New Zealand State Highway 25 zweigt am Flugplatz von Coromandel die 309 Road nach Südwesten ab. Diese leitet nach 7 km auf einen Besucherparkplatz, von dem ein zweiminütiger Wanderweg zum Wasserfall führt.